# Dayia scabra
Dayia scabra là một loài thực vật có hoa trong họ Polemoniaceae. Loài này được (Brandegee) J.M.Porter mô tả khoa học đầu tiên năm 2000.